# Варняйское староство
Варняйское староство (ранее — Варняйское городское и апилинкское староство) (лит. Varnių seniūnija, Varnių miesto ir apylinkės seniūnija) — одно из 11 староств Тельшяйского района, Тельшяйского уезда Литвы. Административный центр — город Варняй.

## География
Расположено на западе Литвы, в южной части Тельшяйского района, на Жемайтской водораздельной гряде Жемайтской возвышенности.
Граничит с Жаренайским и Луокеским староствами на севере, Твярайским староством Ретавского самоуправления — на западе, Лаукувским и Палянтинским староствами Шилальского района — на юге, Кражяйским староством Кельмеского района — на юго-востоке, и Ужвентским староством Кельмеского района — на востоке.
Площадь Варняйского староства составляет 28 186 гектар, из которых: 14 127 га занимают сельскохозяйственные угодья, 6 637 га — леса и 1 765 га — водная поверхность. 
Общая длина дорог находящихся под надзором староства равна 165 км.
На территории староства располагаются следующие озёра: Мядайнис, Стервас и др.

## Население
Варняйское староство включает в себя город Варняй, местечки Янаполе и Павандене, 93 деревни, а также 6 хуторов.